# Vanstads IF
Vanstads Idrottsförening (eller Vanstads IF) är en svensk fotbollsklubb, från Vanstad cirka en mil öster om Sjöbo. Klubben bedriver fotbollsverksamhet för herrar.
Herrlaget spelar i division 6 Sydöstra. Vanstads IF Spelar sina hemmamatcher på Vanstads Arena som är belägen i östra Vanstad. 

## Historia
Vanstads IF grundades som förening 1940 och fick arenan uppförd 1948.
Publikrekordet på Vanstads Arena sattes 1959 mot Wollsjö AIF då 479 åskådare kom och såg matchen. 

## Seriespel

### 2010 (div.6)
Säsongen 2010 spelade Vanstad i div.6 och gick det väldigt illa i seriespelet. Vanstad hade spelat in 12 poäng när fyra omgångar återstod. En mirakulös avslutning på säsongen gjorde att Vanstad slutade på 24 poäng och stannade kvar i div.6 utan kvalspel. I två matcher lånades Palle Håkansson in och gjorde sex mål. Näst sista matchen spelades hemma mot Öja som stred i toppen mot Lunnarp och Vanstad skulle få klara sig utan Palle. Vanstad vann med 2-1 och la sitt öde i egna händer inför sista matchen mot Borrby. Mot Borrby lossnade äntligen målskyttet och kontraktet säkrades, med legendaren Basti Nilsson som tränare.

### 2019 (div.6)
Säsongen 2019 värvade Vanstad friskt och fick in mycket ny kraft i laget. Sida vid sida med Öja stred de i toppen av tabellen. Första mötet mellan de båda slutade chockerande mållöst med tanke på båda lagens höga målproduktion. Det var efter storspel av Rickard Rasmusson i målet som Vanstad kunde ta med en poäng hem. De båda lagen möttes i näst sista omgången igen, båda utan förlust i seriespelet. Öja ledde tabellen med två poäng och Vanstad var piskade att vinna för att ha en chans om förstaplatsen. Matchen börjar och tidigt gör Öja 0-1 och dessutom får Vanstads målvakt Rickard kliva av på grund av skada. In i målet kommer Håcke som får kliva ner från anfallet. Med några vassa räddningar kan han se på när Vanstad vänder och vinner matchen med 2-1 och därmed ska Baskemölla avfärdas i sista omgången för serieseger. Med många skador och bortresta så är det flera som gör säsongsdebut i matchen, men den vinns utan större problem och guldet är klart. Vanstad går igenom serien utan en enda förlust.

## YA-Cupen
Vanstads IF vann YA-cupen 2001 mot SoGK Charlo. Matchen spelades i Borrby. Vanstad är första och enda division 6-klubben som har vunnit YA-cupen i dess historia.